# Stages (film, 2002)
Pour les articles homonymes, voir Stage (homonymie).
Stages est un court métrage de 2002 écrit, réalisé, produit et avec Wyatt Knight (Brad), Bob Clark (Bobby) et Cyril O'Reilly (Scott').